# Chulucanas
Chulucanas – miasto w północno-zachodnim Peru, w Kordylierze Zachodniej (Andy Północne), na północno-wschodnim skraju pustyni Sechura. Około 58 tys. mieszkańców.
W mieście rozwinął się przemysł spożywczy oraz włókienniczy.